# Ishtar (cantante)
Ishtar, nacida Esther "Eti" Zach (Kiryat Atta, Israel, 10 de noviembre de 1968), es una cantante pop israelí que canta en árabe, hebreo, búlgaro, francés, español e inglés. Es conocida sobre todo como la vocalista del grupo Alabina, formado en Francia, y por sus éxitos en solitario tales como C'est la vie, Last Kiss y Habibi (Sawah).

## Biografía
Nació en Kiryat Atta, cerca de Haifa, y se crio en Israel. Es hija de madre judía egipcia y padre judío marroquí, ambos de origen sefardí, que habían inmigrado a Israel.
Canta en árabe, hebreo, búlgaro, francés, español e inglés.
Eti comenzó a cantar en clubs con 14 años de edad y siguió haciéndolo incluso durante su servicio militar en las Fuerzas Armadas Israelíes. Aunque su nombre original es Eti Zach, eligió el nombre artístico de "Ishtar" (nombre de una diosa mesopotámica) porque, según ha dicho, su abuela la llamaba 'Esther', quien "con su acento egipcio sonaba como 'Ishtar'".
Fue por esta época que un amigo le propuso reunirse con él en Francia. Enseguida se enamoró del país y decidió que sería su hogar.

## Carrera

### Alabina
Ya instalada en Francia comenzó a actuar como vocalista de apoyo en varias actuaciones de tipo flamenco. Ahí fue descubierta por Charles Ibgui, quien, enamorado de su voz, la presentó a Los Niños de Sara. Entonces se unió al grupo como vocalista principal, actuando todos en conjunto con el nombre de Alabina.
Alabina consiguió enseguida éxito mundial situándose en las listas de los 10 y los 40 principales varias veces sólo en EE. UU.
Alabina encontró el éxito combinando sonidos de flamenco, música árabe, pop y dance. Los Niños de Sara normalmente cantaban en español, mientras que Ishtar cantaba en español, árabe, francés, hebreo, o combinando idiomas; algunas canciones las cantó en árabe y español.

### Carrera en solitario
No obstante el éxito de Alabina, tras dos álbumes Ishtar decidió realizar algunos trabajos en solitario (aunque todavía formando parte del grupo). También Los Niños de Sara comenzaron a grabar CD propios.
En noviembre de 2000 salió a la luz La voix d'Alabina ("La voz de Alabina"). Esta producción impulsó el pop árabe, a la vez que mezclaba melodía tradicional árabe con ritmos dance. Nueve de las doce canciones estaban cantadas en francés, aunque en varias canciones había mezcla de árabe, español, inglés y hebreo (por ejemplo, Last Kiss estaba en inglés). Varias pistas tuvieron éxito también en pista de baile, incluida Last Kiss.
Ishtar también visitó a sus fans de Israel, donde encabezó varios espacios de televisión, cantando dúos con estrellas locales como Pavlo Rosenberg, Avihu Medina y David d'Or.
Ishtar continuó haciendo giras por el mundo con Alabina en los años siguientes mientras trabajaba también en su segundo álbum, Truly Emet, que fue publicado en agosto de 2003, esta vez con la mayoría de las canciones cantadas en hebreo. De todas formas decidió cantar más canciones con mezcla de árabe y hebreo para mostrar que podía haber armonía entre las dos culturas. Truly Emet fue de nuevo éxito de baile, especialmente los temas C'est la vie y Last Kiss.
Realizó unas pocas actuaciones más con Alabina, aunque por el año 2005 el grupo parecía que iba a deshacerse al no realizar actuaciones ni publicar nueva música.
El tercer álbum de Ishtar, Je sais d'où je viens ("Sé de donde vengo"), salió a la luz en noviembre de 2005. Esta vez la música era todavía pop árabe, aunque con menos dance. Más ritmos hip-hop estaban ahora mezclados con música árabe. La mayoría de las canciones estaban cantadas en árabe, cuatro en francés y unas pocas en inglés, aunque el español y el hebreo se podían encontrar por todo el álbum. Otra vez consiguió éxito de baile con sencillos como Habibi (Sawah), que por primera vez en su carrera presentaba un rapero: JMI Sissoko. 
Poco después se publicó un CD de grandes éxitos, The Alabina Years, que contenía una mezcla de éxitos en solitario con otros en Alabina y también algunas pistas en inglés.  
Ishtar vive actualmente en Francia y está trabajando en la promoción de su álbum Best Of ("Lo mejor de").
El año 2015 colabora con la cantante búlgara Tsvetelina Yaneva, con la canción "Muzika V Men". El video oficial fue lanzado en la plataforma Youtube el día 7 de octubre. A un mes ya va casi en 1 millón y medio de visitas.

## Discografía

### Álbumes
- La voix d'Alabina (2001)
- Truly Emet (2003)
- Je sais d'où je viens (2008)

Recopilatorios                                                                                                                           * The Alabina Years (2008)
- Best Of Ishtar Alabina (2009)

### Sencillos
- Last Kiss
- C'est La Vie
- Habibi (Sawah)
- Yahad
- Mi Amor (Guapa) feat. Luis Guisao

### DVD
- Alabina On Tour 1997-2000 (publicado en 2002)